# Cardtronics
Cardtronics war bis zur Übernahme durch die NCR Corporation im Jahr 2021 ein globales Finanztechnologieunternehmen.

## Geschichte
Das Unternehmen versorgte Einzelhändler mit Geldautomaten und betrieb das Interbankennetzwerk Allpoint. Ab 2017 zählte das Netzwerk von Cardtronics über 200.000 angeschlossene Geldautomaten und war der größte Geldautomatenbesitzer/-betreiber der Welt. Zusätzlich zum Allpoint-Netzwerk stellte Cardtronics Geldautomaten für große Einzelhändler wie Kroger und Circle K bereit und betrieb diese.
Im Januar 2021 nahm Cardtronics ein Angebot der NCR Corporation an, das Unternehmen im Wert von 2,5 Milliarden US-Dollar zu übernehmen. Am 21. Juni 2021 wurde Cardtronics eine hundertprozentige Tochtergesellschaft der NCR Corporation.